# Pete Rademacher
Pour les articles homonymes, voir Rademacher.
Thomas Peter Rademacher, dit Pete Rademacher, est un boxeur américain né le 20 novembre 1928 à Tieton (Washington) et mort le 4 juin 2020 à Sandusky (Ohio).

## Carrière
Champion olympique aux Jeux de Melbourne en 1956 dans la catégorie poids lourds, Pete Rademacher est le seul boxeur à avoir disputé le titre de champion du monde lors de son premier combat professionnel. Battu par Floyd Patterson le 22 août 1957, il perd ensuite contre Zora Folley ; s'impose aux points contre George Chuvalo en 1960 puis enchaîne une série de défaites contre notamment Archie Moore et Karl Mildenberger. Il met un terme à sa carrière l'année suivante sur un bilan de 15 victoires, 7 défaites et 1 match nul.

## Parcours auxJeux olympiques
Jeux olympiques d'été de 1956 à Melbourne (poids lourds) :
- Bat Josef Němec (Tchécoslovaquie) par KO au 2e round
- Bat Daan Bekker (Afrique du Sud) par KO au 3e round
- Bat Lev Mukhin (URSS) par KO au 1er round